# 양천화
양천화(중국어: 楊千嬅, 1974년 2월 3일 ~ )는 홍콩의 배우, 가수이다.

## 출연 작품
- 아임 리빈 잇 (2019)
- 러브 오프 더 커프 (2017)
- 쉬 리멤버, 히 포겟 (2015)
- 리틀 빅 마스터 (2015)
- 부재설분수 (2014)
- 애버딘 (2014)
- 단신남녀 2 (2014)
- 골치아픈 사랑 (2012)
- 비키니 대작전 (2011)
- 백사대전 (2011)
- 포포초가인 (2010)
- 담배연기 속에 피는 사랑 (2010)
- 재연만세 (2010)
- 매당변환시 (2007)
- 사대천왕 (2006)
- 천생일대 (2006)
- 천배불취 (2005)
- 첨사사 (2004)
- 덤플링즈 (2004)
- 화호월원 (2004)
- 전양삼보 (2004)
- 쓰리, 몬스터 (2004)
- 안나여무림 (2003)
- 용감위 2003 (2003)
- 지하철 (2003)
- 신찰사매 2 - 미려임무 (2003)
- 행운초인 (2003)
- 건시열화 (2002)
- 간전가족 (2002)
- 신찰사매 (2002)
- 백분백감각 2 (2001)
- 옥녀첨정 (2001)
- 전직대도 (1998)
- 열화청춘 1998 (1998)